# Lee Hyun-ju
Lee Hyun-ju (이현주?; Ansan, 7 febbraio 2003) è un calciatore sudcoreano, centrocampista dell'Arouca e della nazionale sudcoreana.

## Carriera

### Club
È cresciuto nel settore giovanile del Pohang Steelers e nel gennaio del 2022 è stato acquistato in prestito dal Bayern Monaco. Ha debuttato con la squadra riserve il 15 marzo nell'incontro di Regionalliga cinto 5-1 contro l'Eltersdorf, trovando subito la via del gol. Al termine della stagione è stato acquistato a titolo definitivo dai bavaresi.
Il 7 luglio 2023 è stato ceduto in prestito per una stagione al Wehen Wiesbaden. Ha debuttato a livello professionistico il 29 luglio nell'incontro di 2. Bundesliga pareggiato 1-1 contro il Magdeburgo ed il 18 agosto ha segnato il suo primo gol con la nuova maglia, contro il Karlsruhe.
Il 23 giugno 2024 ha firmato il rinnovo del contratto ed è passato in prestito all'Hannover 96.
Il 23 luglio 2025 si trasferisce a titolo definitivo all'Arouca.

### Nazionale
Ha giocato nelle nazionali giovanili sudcoreane Under-14, Under-17 ed Under-23.
Il 14 novembre 2024 ha debuttato in nazionale maggiore sudcoreana nell'incontro di qualificazione per il Campionato mondiale di calcio 2026 vinto per 1-3 in casa del Kuwait.

## Statistiche

### Presenze e reti nei club
Statistiche aggiornate al 14 novembre 2024.
| Stagione                | Squadra                 | Campionato              | Campionato | Campionato | Coppe nazionali | Coppe nazionali | Coppe nazionali | Coppe continentali | Coppe continentali | Coppe continentali | Altre coppe | Altre coppe | Altre coppe | Totale | Totale | Totale |
| Stagione                | Squadra                 | Comp                    | Pres       | Reti       | Comp            | Pres            | Reti            | Comp               | Pres               | Reti               | Comp        | Pres        | Reti        | Pres   | Reti   |        |
| ----------------------- | ----------------------- | ----------------------- | ---------- | ---------- | --------------- | --------------- | --------------- | ------------------ | ------------------ | ------------------ | ----------- | ----------- | ----------- | ------ | ------ | ------ |
| 2021-2022               | Bayern Monaco II        | RL                      | 6          | 1          | -               | -               | -               | -                  | -                  | -                  | -           | -           | -           | 6      | 1      |        |
| 2022-2023               | Bayern Monaco II        | RL                      | 20         | 9          | -               | -               | -               | -                  | -                  | -                  | -           | -           | -           | 20     | 9      |        |
| Totale Bayern Monaco II | Totale Bayern Monaco II | Totale Bayern Monaco II | 26         | 10         |                 | -               | -               |                    | -                  | -                  |             | -           | -           | 26     | 10     |        |
| 2023-2024               | Wehen Wiesbaden         | 2L                      | 28         | 4          | CG              | 1               | 0               | -                  | -                  | -                  | -           | -           | -           | 29     | 4      |        |
| 2024-2025               | Hannover 96             | 2L                      | 9          | 1          | CG              | 0               | 0               | -                  | -                  | -                  | -           | -           | -           | 9      | 1      |        |
| Totale carriera         | Totale carriera         | Totale carriera         | 63         | 15         |                 | 1               | 0               |                    | -                  | -                  |             | -           | -           | 64     | 15     |        |

### Cronologia presenze e reti in nazionale
| Cronologia completa delle presenze e delle reti in nazionale ― Corea del Sud | Cronologia completa delle presenze e delle reti in nazionale ― Corea del Sud | Cronologia completa delle presenze e delle reti in nazionale ― Corea del Sud | Cronologia completa delle presenze e delle reti in nazionale ― Corea del Sud | Cronologia completa delle presenze e delle reti in nazionale ― Corea del Sud | Cronologia completa delle presenze e delle reti in nazionale ― Corea del Sud | Cronologia completa delle presenze e delle reti in nazionale ― Corea del Sud | Cronologia completa delle presenze e delle reti in nazionale ― Corea del Sud |
| Data                                                                         | Città                                                                        | In casa                                                                      | Risultato                                                                    | Ospiti                                                                       | Competizione                                                                 | Reti                                                                         | Note                                                                         |
| ---------------------------------------------------------------------------- | ---------------------------------------------------------------------------- | ---------------------------------------------------------------------------- | ---------------------------------------------------------------------------- | ---------------------------------------------------------------------------- | ---------------------------------------------------------------------------- | ---------------------------------------------------------------------------- | ---------------------------------------------------------------------------- |
| 14-11-2024                                                                   | Al Kuwait                                                                    | Kuwait                                                                       | 1 – 3                                                                        | Corea del Sud                                                                | Qual. Mondiali 2026                                                          | -                                                                            | 81’                                                                          |
| Totale                                                                       |                                                                              | Presenze                                                                     | 1                                                                            |                                                                              | Reti                                                                         | 0                                                                            |                                                                              |